# Terminal de Integração do Centro
O Terminal de Integração do Centro, mais conhecido pela sigla TICEN, é o principal terminal de ônibus urbano de Florianópolis, sendo o maior do Sistema Integrado de Mobilidade da cidade. Sua posição central o coloca como um dos principais pontos de referência do Centro e da Grande Florianópolis.

## História
Até 2003, o sistema de ônibus de Florianópolis era centralizado - praticamente todas as linhas iam pro Centro, dificultando a vida de quem precisava ir de um bairro a outro e inchando o sistema. 
O TICEN foi inaugurado junto com o Sistema Integrado, em 2003. Sua missão era melhorar o transporte de ônibus da capital catarinense e da região metropolitana. Com o novo sistema, o TICEN ficou com as linhas municipais, desativando dois outros terminais - o último, o Terminal Cidade de Florianópolis, ficou com as linhas intermunicipais. Do TICEN partiriam linhas diretas até os terminais regionais da ilha e no continente, evitando as paradas e teoricamente acelerando o trajeto.
Com o tempo, porém, o TICEN também acabou ficando cheio, com muitas linhas intermunicipais passando pra ele e com as linhas continentais usando ele como central - os dois terminais do continente nunca foram usados. Atualmente, a empresa municipal - o Consórcio Fênix - e as intermunicipais - Estrela, Biguaçu, Jotur e Santa Terezinha usam o TICEN.

## Plataformas

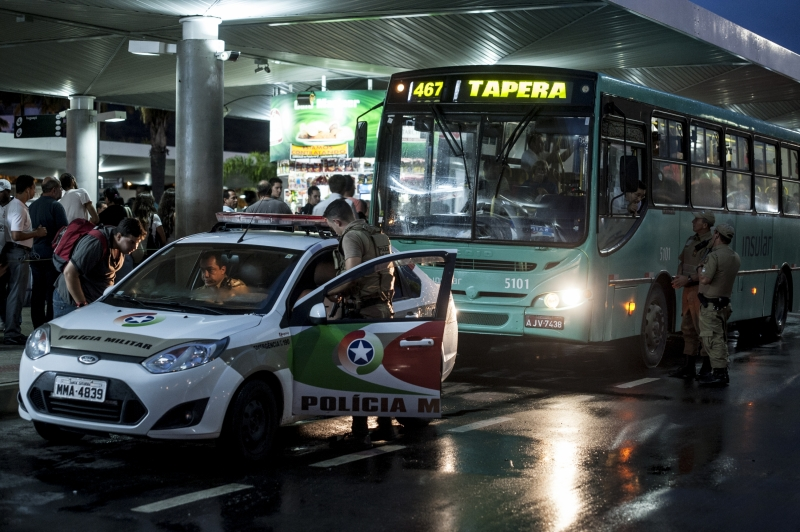
Linha Tapera saindo escoltada do TICEN durante os atentados contra o transporte público de 2013.

O TICEN conta com 4 plataformas. É o único do sistema com mais de uma plataforma.
A Plataforma A concentra as linhas da região central, incluindo as universidades UFSC e UDESC, e o leste da Ilha, enquanto a Plataforma B fica com as linhas para o norte, sul e continente. Nessas duas o acesso é pré-pago com o cartão municipal. Na Plataforma C ficam as linhas sociais municipais, as linhas da madrugada e as intermunicipais, que também ficam na D. O setor da Jotur na plataforma C também é pré-pago, fazendo parte do Sistema Integrado de Transporte da Palhoça.

## Estrutura e Administração
O TICEN conta com um setor de serviços com lotérica, caixas eletrônicos, padaria e farmácia, além dos setores de venda de passe e administração. As plataformas contam com lanchonetes, banheiros e bebedouros. A rede de wi-fi do Consórcio Fênix atende todo o terminal.
O terminal, assim como os outros do sistema, é administrado pela Companhia Operadora de Terminais de Integração S/A, a COTISA, uma empresa formada pelas próprias empresas que foram o Consórcio Fênix - Estrela, Transol, Insular, Emflotur-Biguaçu e Canasvieiras - e a empreiteira Sulcatarinense.

## Impacto na cidade

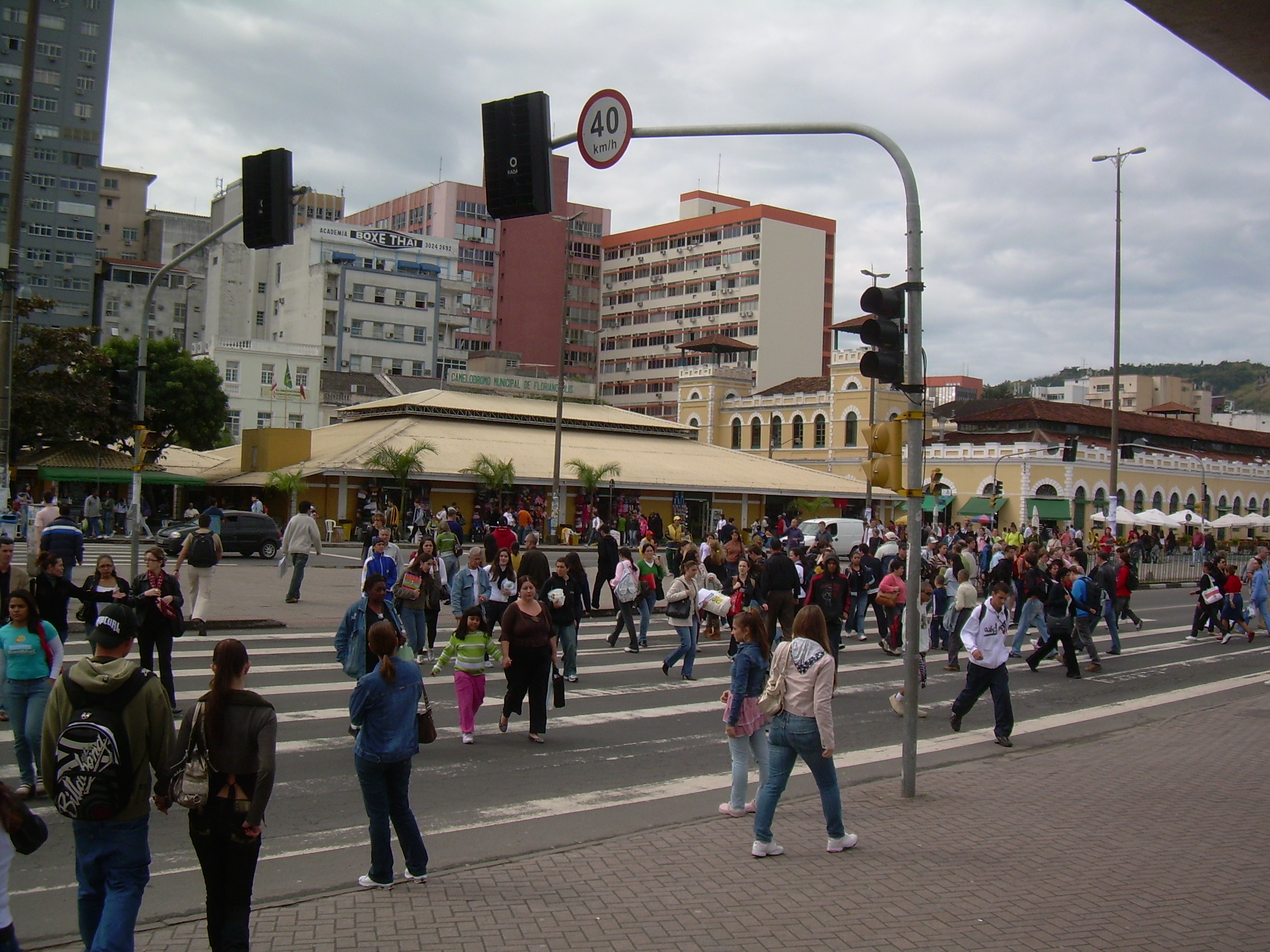
Entrada e saída de pessoas do TICEN, na Avenida Paulo Fontes. Esse ponto é um dos mais movimentados da cidade e costuma ser palco de atos e manifestações.

A posição do TICEN faz com que ele seja um grande ponto de encontro da cidade, sendo a região entre as plataformas e a entrada do terminal e a Avenida Paulo Fontes, em frente a ele, uma das maiores concentrações de pessoas da cidade. Ali também acontece manifestações políticas, espetáculos e feiras. A instalação do TICEN também tirou parte do público da região do Terminal Cidade de Florianópolis, o chamado Centro Velho, contribuindo para o estado de abandono da área.